# Catherina Tancré
Catherina Tancré (1532 - Gent, 1603) was een slachtoffer van de heksenvervolging in Europa. Zij was 71 en weduwe toen ze op 28 november 1603 in Gent werd veroordeeld tot de brandstapel omdat ze herhaaldelijk de duivel in haar kamer had ontvangen en hem ter wille was geweest.
Catherine bekende dat ze drie keer schuldige betrekkingen met de duivel had. Zij wist te zeggen dat zijn lichaam en sperma ijskoud waren. Hiermee antwoordde ze op suggestieve vragen van de rechters en bevestigde ze de gangbare verklaringen van de meeste heksen.